# Herb Sutter
Herb Sutter é um programador, escritor e colunista dos Estados Unidos, conhecido como um dos mais proeminentes especialistas em C++ na atualidade, além de pesquisador sobre programação concorrente e multitarefa. Herb Sutter também é membro do comitê ISO de padronização do C++ e está empregado como arquiteto de software na Microsoft.

## Livros
A lista dos livros de Herb Sutter inclui:
- Exceptional C++ (Addison-Wesley, 2000, ISBN 0-201-61562-2)
- More Exceptional C++ (Addison-Wesley, 2002, ISBN 0-201-70434-X)
- Exceptional C++ Style (Addison-Wesley, 2005, ISBN 0-201-76042-8)
- C++ Coding Standards (com Andrei Alexandrescu, Addison-Wesley, 2005, ISBN 0-321-11358-6)

## Guru of the Week
Entre 1997 e 2003, Sutter criava regularmente problemas de programação em C++ e os divulgava no grupo de notícias da Usenet comp.lang.c++.moderated, com o título de Guru of the Week. Os problemas estavam geralmente relacionados a comuns mal entendimentos de conceitos do C++. Ele publicou posteriormente versões expandidas de vários dos problemas em seus dois primeiros livros, Exceptional C++ e More Exceptional C++.